# Just Havelaar
Just Havelaar (Rotterdam, 12 februari 1880 – Amersfoort, 3 februari 1930) was een Nederlands schilder en schrijver over kunst. 
Samen met Dirk Coster richtte hij in 1921 het maandblad De Stem op. Hij was zeer geïnteresseerd in de verhouding tussen kunst en de samenleving. Havelaar was de schrijver van veel boeken en opstellen die zich kenmerken door een religieuze, ethisch-filosofische en humanistische inslag. 

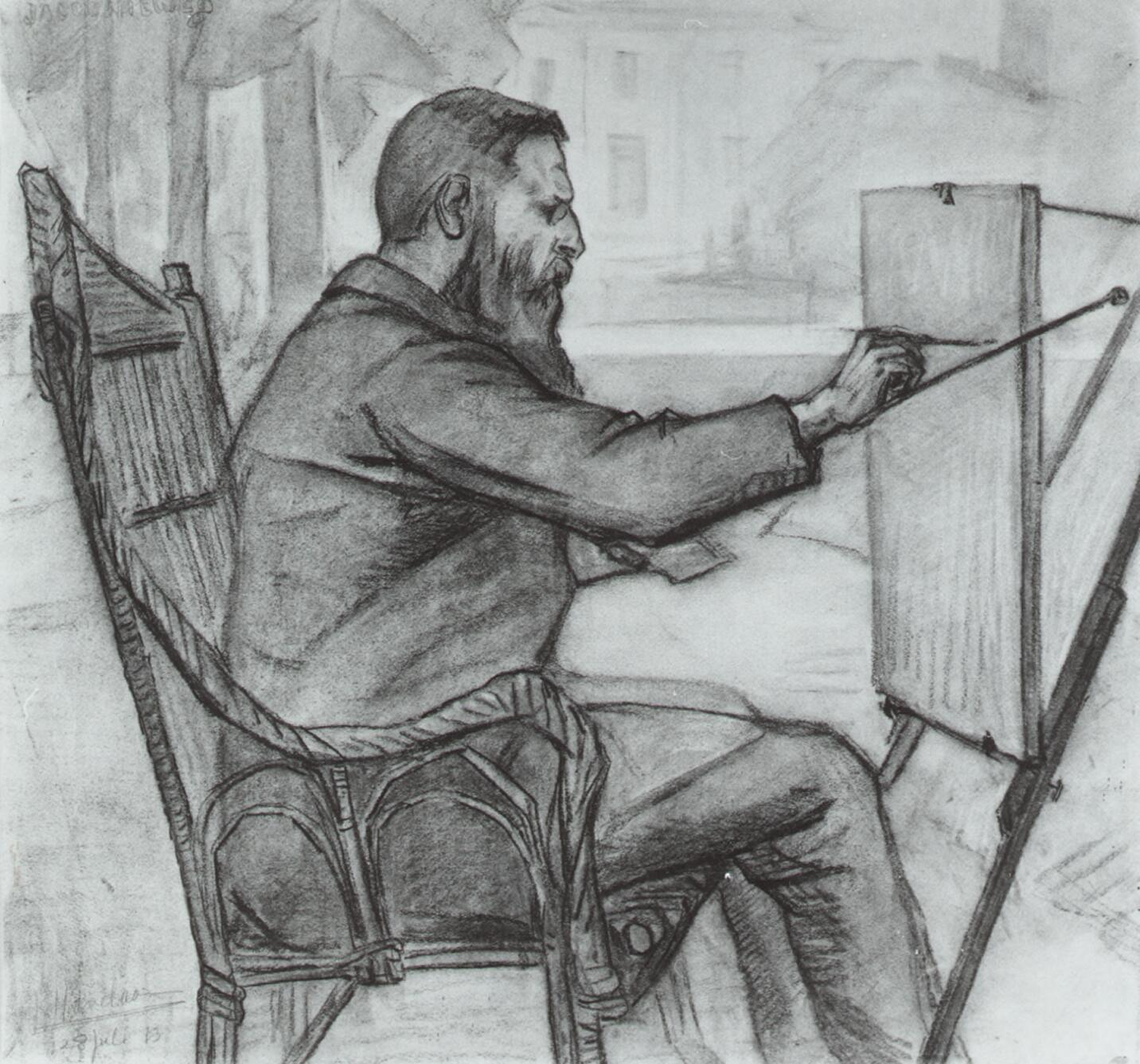
Portret van Jakob Nieweg

Als schilder was hij minder bekend. Hij leerde zich het schilderen grotendeels zelf.

## Publicaties
- Vincent van Gogh (1915)
- Oud-Hollandse figuurschilders (1915), 2e druk (1919)
- De symboliek der kunst (1918)
- Auguste Rodin (1920)
- Het sociaal conflict in de beeldende kunst (1922)
- Het leven en de kunst (1923)
- Rembrandt (1928)
- Symboliek en kerkbouw (1928)
- Het portret door de eeuwen (1930)
- Het werk van Frans Masereel (1930)
- Hoogtepunten der Oud-Hollandse landschapskunst (1942)

### Essays
- Humanisme (1920)
- Democratie (1921)
- De religie der ziel (1925)
- De weg tot de werkelijkheid (1926)
- De nieuwe mensch (1928)
- Zwerftochten (1930)